# Neoperla sitahoanensis
Neoperla sitahoanensis är en bäcksländeart som beskrevs av Ignac Sivec 1985. Neoperla sitahoanensis ingår i släktet Neoperla och familjen jättebäcksländor. Inga underarter finns listade i Catalogue of Life.